# Захаров, Михаил Михайлович (политик)
Михаил Михайлович Захаров (род. 13 сентября 1938, Тёмкинский район, Смоленская область) — советский и российский политический деятель.

## Биография
В 1955 году окончил Темкинское училище механизации, далее 2 года трудился трактористом в Темкинской МТС.
С 1962 года работал на Смоленском заводе средств автоматики, потом также на партийной работе: секретарь партийного комитета Смоленского завода средств автоматики, секретарь Промышленного райкома КПСС Смоленска, первый секретарь Рославльского райкома КПСС, партийный советник в Афганистане, затем второй секретарь Смоленского обкома КПСС. Депутат Смоленского и Рославльского городских, Смоленского областного Советов народных депутатов. В 1990 году — член Конституционной комиссии Верховного Совета России.
Народный депутат, член Совета Национальностей Верховного Совета России (1990—1993).  По состоянию на 1993 год член и председатель подкомитета Комитета Верховного Совета России по социальному развитию села, аграрным вопросам и продовольствию; принимал участие в работе фракций и групп «Российское единство», «Чернобыль», «Коммунисты России», группы народных депутатов от республик и национально-государственных образований России.
Выступал за развитие Нечернозёмной зоны России, социальное переустройство села, а также за расширение прав первичных организаций КПСС, за переход на региональный хозяйственный расчет. Во время противостояния между Президентом и Верховным Советом РФ в 1993 году был на стороне Верховного Совета.